# Coca-Cola Andina
Coca-Cola Andina (IPSA: ANDINA-B) es una empresa chilena dedicada a la producción y distribución de bebidas gaseosas, energéticas, isotónicos, agua embotellada y jugos. Cuenta con la franquicia para producir, distribuir y comercializar los productos de The Coca-Cola Company en Latinoamérica, siendo una de las siete mayores embotelladores de Coca-Cola en el mundo, atendiendo a casi 50 millones de habitantes.[cita requerida] Además, la compañía comercializa y distribuye cervezas y licores en algunas de sus operaciones, así como bebidas energéticas de Monster Beverages.
La empresa está listada como acción pública en Chile bajo el nemotécnico Andina-A y Andina-B, y como ADR en la Bolsa de Nueva York desde 1994. 

## Historia
La empresa fue creada en 1946 como Embotelladora Andina. Coca-Cola Andina nace de la fusión entre Embotelladora Andina y Embotelladoras Coca-Cola Polar a partir del cuarto trimestre de 2012. 
La casa matriz se encuentra en Chile, y hoy abastece a las Metropolitana, Antofagasta, Atacama, Coquimbo, Aysén y Magallanes, además de las provincias de San Antonio y el Cachapoal. Además, desde 2018 tiene participación en Novaverde, empresa que produce principalmente jugos y helados bajo la marca Guallarauco.
En Brasil opera desde 1994 y cuenta con tres plantas embotelladoras, en Jacarepaguá, Duque de Caxias y Riberao Preto, y atiende los estados de Río de Janeiro, Espíritu Santo y parte de los estados de Sao Paulo y Minas Gerais.[cita requerida]
En Argentina opera desde 1995 y cuenta con una planta embotelladora en Córdoba (en las afueras de la ciudad de Córdoba), 9 depósitos, 20 oficinas comerciales, y atiende las provincias de San Juan, San Luis, Mendoza, Santa Fe, Entre Ríos, Córdoba, La Pampa, Neuquén, Río Negro, Chubut, Santa Cruz, Tierra del Fuego, y una parte de la Provincia de Buenos Aires.[cita requerida]
En Paraguay opera desde 2012, fecha en la que se concretó la operación de fusión con Coca-Cola Polar, y atiende todo el país.  
En 2021 Coca-Cola Andina fue seleccionada para integrar el Dow Jones Sustainability Index Chile y, por quinto año consecutivo, el Dow Jones Sustainability Index MILA Pacific Alliance Index.[cita requerida]
El año 2024 reactivó la planta embotelladora en Godoy Cruz, Mendoza, que había cerrado el año 2001 tras la crisis económica y que funcionaba como depósito, con una inversión de 40 millones de dólares.

## Operaciones
Actualmente cuenta con 10 plantas de producción, 91 centros de distribución y más de 17 mil colaboradores que le permiten abastecer diariamente a 54 millones de habitantes. 
Coca-Cola Andina tiene la franquicia para producir y comercializar los productos Coca-Cola en ciertos territorios de Argentina (Embotelladora del Atlántico S.A. / Edasa), Brasil (Río de Janeiro Refrescos Ltda. / RJR), Chile (Embotelladora Andina) y en todo el territorio de Paraguay (Paraguay Refrescos). 
Coca-Cola Andina es uno de los embotelladores de Coca-Cola con más ventas en empaques retornables del mundo. En 2020, el 47% del volumen de venta de bebidas gaseosas en Chile fue en este tipo de envases.[cita requerida]
Actualmente la compañía tiene acuerdos de distribución en distintas zonas donde opera, entre estos negocios está Diageo, AB InBev, Capel, Viña Santa Rita, algunos productos de Heineken, y Estrella Galicia, entre otros.
La sociedad es controlada en partes iguales por las familias Chadwick-Claro, Garcés-Silva, Said-Handal y Said-Somavía. 